# Александар Стаматовић
Александар Стаматовић (Сарајево, 12. фебруар 1967) српски је историчар и политичар у Црној Гори и Републици Српској. Доктор је историјских наука, бивши редовни професор на Катедри за историју Филозофског факултета у Источном Сарајеву. и, од 2023. године, доцент на Филозофском факултету Универзитета Црне Горе у Никшићу. Бави се истраживањима у области политичке и црквене историје српског народа, са посебним тежиштем на проучавању нововјековне и савремене историје Црне Горе у раздобљу од 18. до 20. вијека. Један је од највећих стручњака за историју Српске православне цркве у Црној Гори.
У склопу своје политичке дјелатности, био је предсједник Српског отаџбинског покрета, а потом потпредсједник Српске радикалне странке у Црној Гори. Залагао се за очување државног заједништва Црне Горе и Србије, првобитно у оквиру Савезне Републике Југославије (1992-2003), а потом у оквиру Државне заједнице Србије и Црне Горе (2003-2006). Почевши од 2009. године, предсједник је Отаџбинске српске странке у Црној Гори.

## Биографија
Рођен је 1967. године у Сарајеву, гдје су у то вријеме живјели и радили његови родитељи, који су били родом из Црне Горе (отац из околине Даниловграда, а мајка из околине Шавника). Након повратка породице у Црну Гору, довршио је основно и стекао средње образовање, а потом се опредијелио за студије историје и географије. Дипломирао је 1991. године на Филозофском факултету у Никшићу, а магистратуру из области историјских наука стекао је 1994. године, на Филозофском факултету у Приштини. Затим је уписао докторске студије на Филозофском факултету у Београду, гдје је докторирао почетком 2000. године, са тезом: Историјске основе националног идентитета Црногораца 1918-1953, у којој је обрадио сложено питање о наменском конструисању нове "црногорске" националности.
Радну каријеру, коју је започео раније, као наставник у разним основним и средњим школама, наставио је као наставник опште историје у богословији на Цетињу, а касније је прешао на Филозофски факултет у Источном Сарајеву, где је прошао кроз сва звања, од доцента (2006), преко ванредног професора (2011), до редовног професора (2017). Објавио је знатан број научних радова и стручних прилога из области политичке и црквене историје српског народа, а највећи дио његових радова је посвећен нововјековној и савременој историји Црне Горе у раздобљу од 18. до 20. вијека, укључујући и историју Српске православне цркве у Црној Гори.

## Политичка дјелатност
Након успостављања вишестраначког система у Црној Гори (1990), укључио се у политички живот, поставши један од оснивача Српског отаџбинског покрета (СОП), а уједно и предсједник те странке (1992). У циљу обједињавања српских политичких снага у Црној Гори, СОП је нешто касније приступио Српској радикалној странци у Црној Гори, а Стаматовић је изабран за њеног потпредсједника (1996). У склопу своје политичке дјелатности, активно се залагао за очување државног заједништва Црне Горе и Србије, првобитно у оквиру тадашње Савезне Републике Југославије (1992-2003), а потом у оквиру Државне заједнице Србије и Црне Горе (2003-2006). Почевши од 2009. године, предсједник је Отаџбинске српске странке (ОСС) у Црној Гори. Као предсједник ОСС, учествовао је у стварању коалиције српских и просрпских странака под називом Српска слога (2012). Током наредних година, у разним приликама је као предсједник ОСС позивао на заштиту угрожених права Српске православне цркве у Црној Гори.

## Изабрана библиографија
- „Прослављање Светог Саве у Црној Гори”. Стварање: Часопис за књижевност и културу. 49 (1-3): 74—81. 1994.
- „Српски етнички, језички, вјерски и културни трагови у сјеверној Албанији”. Стварање: Часопис за књижевност и културу. 49 (8-10): 759—766. 1994.
- Положај официра, подофицира, барјактара и перјаника Краљевине Црне Горе између два свјетска рата. Подгорица: Културно-просвјетна заједница. 1995.
- „О аутокефалности црногорске цркве”. Стварање: Часопис за књижевност и културу. 50 (3-5): 434—443. 1995.
- „Српство у пјесмама великог војводе Мирка Петровића”. Стварање: Часопис за књижевност и културу. 51 (6-7): 761—768. 1996.
- „О односу и власти народа”. Стварање: Часопис за књижевност и културу. 52 (1-5): 168—172. 1997.
- Кратка историја Митрополије црногорско-приморске (1219-1999). Цетиње: Светигора. 1999.
- Историјске основе националног идентитета Црногораца 1918-1953. Београд: Српска радикална странка. 2000.
- Истина о четницима (PDF). Београд: Српска радикална странка. 2000. Архивирано из оригинала (PDF) 12. 07. 2019. г. Приступљено 07. 09. 2019.
- Историја племена Загарача до 1941. године. Никшић: Светигора. 2000.
- Питање аутокефалности цркве у Црној Гори. Подгорица: Вијеће народних скупштина Црне Горе. 2001.
- Истине и лажи о црногорској застави. Подгорица: Вијеће народних скупштина Црне Горе. 2002.
- Четнички покрет у Црној Гори 1941/42 (збирка докумената - избор). Подгорица: Корпус за заштиту људских права Срба. 2003.
- Етногенеза дукљанства - црногорске усташе. Подгорица: Вијеће народних скупштина Црне Горе. 2004.
- Острошка голгота. Цетиње: Светигора. 2004.
- „Хришћанска црква на тлу данашње Црне Горе прије досељавања словенских племена”. Православље у Црној Гори. Цетиње: Светигора. 2006. стр. 5—12.
- Антисрпство у уџбеницима историје у Црној Гори. Подгорица: Српско народно вијеће Црне Горе. 2007.
- „Национални идентитет зеленаша и црногорских федералиста 1918-1941”. Политичка ревија. 6 (1): 119—139. 2007.
- „Третман Косова и Метохије у просветној политици и уџбеницима Црне Горе до 1916. године”. Баштина. Лепосавић: Институт за српску културу. 23: 379—395. 2007.
- Истина о Подгоричкој скупштини. Подгорица: Унирекс. 2008.
- Три похаре књаза Данила (на Пипере, Бјелопавлиће и Куче). Подгорица: Српско народно вијеће Црне Горе. 2008.
- Четнички покрет у Црној Гори 1943 (збирка докумената - избор). Подгорица: Унирекс. 2010.
- Историја Митрополије црногорско-приморске до 1918. године (PDF). Цетиње: Светигора. 2014a. Архивирано из оригинала (PDF) 23. 06. 2019. г. Приступљено 07. 09. 2019.
- Историја Митрополије Црногорско-приморске 1918-2009 (PDF). Подгорица: Унирекс. 2014b. Архивирано из оригинала (PDF) 29. 06. 2019. г. Приступљено 07. 09. 2019.
- „Канoнски статус Митрополије црногорске и Његоша као митрополита 1830-1851. године”. Од косовског завета до Његошевог макрокозма: Петар II Петровић Његош (1813-2013). Косовска Митровица: Филозофски факултет. 2014c. стр. 127—142.
- „Пролазак српске војске преко Црне Горе крајем 1915. године (према црногорским изворима)”. Век српске Голготе (1915-2015). 1. Косовска Митровица: Филозофски факултет. 2016. стр. 367—381.
- „Ослобођење Метохије у Првом балканском рату и успостављање црногорских органа власти у првим мјесецима ослобођења”. Косово и Метохија у контексту балканских народа и држава (PDF). 2. Лепосавић: Институт за српску културу. 2016. стр. 133—153. Архивирано из оригинала (PDF) 17. 04. 2018. г. Приступљено 07. 09. 2019.
- Суђење митрополиту Арсенију Брадваревићу. Никшић: Институт за српску културу. 2017.
- Настава историје и српско национално васпитање. Никшић: Институт за српску културу. 2017.
- Основи методике наставе историје. Пале: Филозофски факултет. 2017.